# Gotemba
Gotemba (japanska: 御殿場市 ?, Gotemba-shi), ibland transkriberat som Gotenba, är en stad i Shizuoka prefektur i Japan. Staden fick stadsrättigheter 1955.